# Johann Dietrich Schlüter
Johann Dietrich Schlüter, Johann Diederich Schlüter, (* 25. April 1723 in Hamburg; † 20. März 1772 ebenda) war ein deutscher Senatssekretär.

## Leben und Wirken
Johann Dietrich Schlüter stammte aus einer in Hamburg bedeutenden Familie von Senatoren und Juristen. Sein Vater, Johann Schlüter (1682–1760), arbeitete als Syndicus in der Hansestadt. Johann Dietrich Schlüter promovierte 1750 an der Universität Utrecht zum Doktor der Rechte. 1751 erhielt er den Titel eines Senatssekretärs in Hamburg. Im Lauf seiner Amtszeit kamen Gerüchte auf, dass Schlüter sexuelle Kontakte mit einigen seiner Angestellten unterhielt oder unterhalten hatte. Genannt wurde insbesondere sein 23-jähriger Lakai Heinrich Wilhelm Gottlieb Kraemer. Als der Hamburger Senat im Februar 1768 davon erfuhr, versuchte er, einen möglichen Prozess zu vermeiden. Damit sollten Schlüter und das Ansehen seiner Familie sowie das Bild der Regierung in der Öffentlichkeit geschützt werden. Der Senat empfahl Schlüter, eine Kaution von 20.000 Reichstalern zu zahlen und Hamburg zu verlassen. Schlüter trat sofort vom Amt zurück, wollte jedoch die geforderte Kaution nicht zahlen. Er forderte, diese zu halbieren und die Verbannung aus Hamburg in einen Hausarrest umzuwandeln. Es folgten aufgeregte Verhandlungen, während denen Schlüters Ehefrau den Bürgermeister Nicolaus Schuback „fußfällig“ bat, dem Wunsch ihres Mannes nachzukommen. Der Senat stimmte dem Ansinnen Schlüters schließlich zu. Schlüters Diener musste Hamburg nach einem Senatsbeschluss, gegen den er erfolglos Widerspruch einlegte, innerhalb von 48 Stunden verlassen.
Schlüter lebte vermutlich bis kurz vor Lebensende 1772 unter Hausarrest.

## Familie
Johann Dietrich Schlüter war in erster Ehe seit 1752 mit Theodora Maria Hauwelmeyer (Havelmeier) verheiratet, die Tochter eines Advokaten war. Sie starb 1760. In zweiter Ehe heiratete er 1763 Anna Margaretha Kellinghusen (1727–1810). Sie war die Tochter eines Oberalten und die Witwe von Senator Simon Tamm.